# 草海云南鳅
草海云南鳅（学名：Yunnanilus caohaiensis）为輻鰭魚綱鲤形目條鳅科云南鳅属的鱼类。在中国，分布于贵州省威宁县草海等。该物种的模式产地在贵州省威宁县草海。

## 扩展阅读
維基物種上的相關：草海云南鳅